# Brocard-Achse
Die Brocard-Achse, benannt nach dem französischen Mathematiker Henri Brocard (1845–1922), ist eine der besonderen Linien der Dreiecksgeometrie. Sie ist diejenige Gerade, die durch den Umkreismittelpunkt und den Lemoine-Punkt eines Dreiecks geht. Sie ist assoziiert zum Dreieckszentrum {\displaystyle X_{523}}. Im Falle eines gleichseitigen Dreiecks ist die Brocard-Achse nicht definiert.
In trilinearen Koordinaten {\displaystyle (x:y:z)} ausgedrückt, hat die Brocard-Achse die Gleichung
{\displaystyle bc(b^{2}-c^{2})\,x+ca(c^{2}-a^{2})\,y+ab(a^{2}-b^{2})\,z=0} oder (gleichwertig)
{\displaystyle \sin(\beta -\gamma )\,x+\sin(\gamma -\alpha )\,y+\sin(\alpha -\beta )\,z=0.}
Die Brocard-Achse ist die Symmetrieachse des 1. und 2. Brocard-Punkts.
Neben dem Umkreismittelpunkt ({\displaystyle X_{3}}) und dem Lemoine-Punkt ({\displaystyle X_{6}}) liegen auch die isodynamischen Punkte ({\displaystyle X_{15}} und {\displaystyle X_{16}}) sowie der Mittelpunkt des Taylor-Kreises ({\displaystyle X_{389}}) auf der Brocard-Achse.